# Свободные деньги
Свободные деньги (нем. Freigeld) — понятие, введённое немецким экономистом Сильвио Гезеллем, для того, чтобы обозначить деньги, используемые только как инструмент обмена (мера стоимости и средство обмена) и при этом «свободные от процентов». Гезелль предлагал облагать деньги специальным налогом — демереджем, который стимулирует высокую скорость их обращения.

## Основная идея
В своих работах[каких?] Гезелль проводит разграничение между нормой процента и предельной эффективностью капитала. Он считал, что именно норма процента ставит предел темпам роста реального капитала. Кроме того, он считал, что норма процента является чисто денежным феноменом, обусловленным тем, что владение деньгами для держателя приводит к ничтожным издержкам хранения, в то время как хранение товарных запасов или содержание производственных мощностей связано со значительными издержками. По мнению Гезелля, деньги приносят доход только потому, что таков «порядок», установленный деньгами.
Гезелль считал, что «свободные деньги» (Freigeld) воплощают идею о «хороших» («правильных») деньгах, которые должны быть «инструментом обмена и больше ничем». По мнению Гезелля, традиционные формы денег неэффективны, так как «исчезают из обращения всякий раз, как возникает повышенная в них потребность, и затапливают рынок в моменты, когда их количество и без того избыточно». Гезелль считал, что подобные формы денег «могут служить лишь инструментом мошенничества и ростовщичества и не должны признаваться годными к употреблению, сколь бы привлекательными ни казались их физические качества».

## Применения на практике

### Шваненкирхен
В 1931 году в баварской деревне Шваненкирхен (нем.) для возрождения угольной шахты стали использовать частную валюту под названием вара (нем.). Эта валюта планомерно обесценивалась, для поддержания платёжеспособности наличности держатели были обязаны платить сбор. Таким образом была ограничена возможность использования этой валюты для накоплений и тем самым стимулировался активный товарообмен.
Эксперимент Вара в Шваненкирхен запретило Министерство финансов Германии указом Брюнинга от 30 октября 1931 года.

### Вёргль
Вторым практическим применением взглядов Гезелля был эксперимент в 1932 году в австрийском городке Вёргль с населением 3 000 человек. В результате эксперимента в городе был построен мост, улучшено состояние дорог, увеличились капиталовложения в общественные службы. Именно в это время, когда многие страны Европы вынуждены были бороться с растущей безработицей, уровень безработицы в Вёргле снизился за год на 25 %.
Несмотря на успех, опыта одного города не достаточно, чтобы утверждать об эффективности идей Гезелля в масштабах страны. Экономический подъём в Вёргле во время эксперимента мог быть обусловлен и другими факторами, исследование которых не проводилось. Кроме того, искусственное стимулирование роста оборота в период общего кризиса и спада вовсе не означает, что подобные меры будут иметь положительное влияние в условиях достаточно стабильной экономической ситуации.
Один из экономических аспектов идеи Гезелля состоит в децентрализации эмиссии денег без механизма взаимного согласования объёмов дополнительной эмиссии. Когда более 300 общин в Австрии заинтересовались данной моделью, Национальный банк Австрии усмотрел в этом угрозу стабильности денежной системы страны и запретил печатание местных денег. Несмотря на то, что спор длился очень долго и рассматривался даже в высших судебных инстанциях Австрии, ни Вёрглю, ни другим европейским общинам не удалось повторить этот эксперимент.

Однако запреты касались непосредственной эмиссии денег местными властями, неподконтрольной Национальному банку, а не принципов системы Гезелля.

### WIR
Одна из самых мощных систем свободных денег — швейцарский WIR-банк (хозяйственно-рыночный кооператив), насчитывающий 62 тысячи участников и обеспечивающий ежегодный оборот в эквиваленте 1 млрд 650 млн швейцарских франков (в настоящее время налог Гезелля не используют).
WIR основан в 1934 году как механизм преодоления платежного кризиса, сложившегося под влиянием великой депрессии.
В 1952 году кооператив отказался от взимания налога Гезелля со своей валюты «WIR» (currency code CHW) и сейчас использует ссудный процент (ссудный процент налагается только на внешних должников, члены кооператива кредитуются беспроцентно).
Логичным продолжением идей Гезелля являются разные варианты «торговых систем местного обмена» (Региональная валюта), существующие сегодня как в США, так и в Европе.

### Шаймуратово
Основанный на теории Гезелля оборот товарных талонов («шаймуратиков») производился в деревне Шаймуратово Кармаскалинского района республики Башкортостан с 2010—2011 года.
Эмиссия товарных талонов началась по инициативе местного фермера Артура Нургалиева и его друга экономиста Рустама Давлетбаева.
Причиной эксперимента называют закредитованность и отсутствие денежной ликвидности у фермерского предприятия ООО «Шаймуратово» после финансового кризиса 2008 года и засухи 2010 года, что привело к многомесячной задолженности по зарплате и грозило предприятию банкротством. Кроме того, была необходимость упростить оплату труда в натуральной форме и избавиться от ведения «долговых тетрадей» в сельских магазинах.
Изначально товарные талоны выдавали вместо зарплаты или её части, но после вмешательства прокуратуры и судебных разбирательств схема была переформатирована в программу лояльности (подобно продаже подарочных сертификатов во многих сетевых магазинах). На данный момент талоны приобретаются добровольно в местных магазинах «Ассорти», там же их можно реализовать (эти магазины принимают и рубли, и товарные талоны).
Каждые 28 дней номинал талона уменьшается на 2 % от изначального номинала (по сути — это плата за пользование талонами, демередж, «плата за простой»). На каждом талоне указаны даты (расписание) его поэтапного обесценивания. Обесценивание товарных талонов стимулирует его держателей к реализации талонов, что увеличивает местный товарооборот («перезапускает местную экономику»).
Экономист Михаил Хазин считает:
Это не совсем деньги, потому что у них нет функции накопления. В случае с сельским хозяйством проблема состоит в том, что прибыль крестьяне получают по осени, а платить людям нужно всегда. Поэтому это — вспомогательный инструмент. Как только появляются нормальные деньги, «шаймуратики» перестают использоваться, они не конкурируют с деньгами.